# Галицкая ассамблея
Галицкая ассамблея (укр. Галицька Асамблея) — межрегиональная ассоциация трёх областных Советов народных депутатов Галиции (Ивано-Франковской, Львовской и Тернопольской областей), существовавшая в Украинской ССР в 1991 году. Организация содействовала экономической координации между регионами и противодействовала коммунистическому режиму в СССР.
За время существования объединения в 1991 году состоялись две совместные сессии: 16 февраля во Львове и 5 сентября в Тернополе.

## История

### Создание
В марте 1990 года состоялись выборы в областные, городские и районные советы Ивано-Франковской, Львовской и Тернопольской областей, где большинство получили национально-демократические силы, противники коммунистического режима и сторонники независимости Украины.

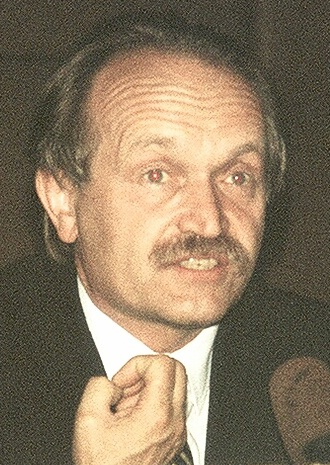
Вячеслав Черновол, один из инициаторов Галицкой ассамблеи

Прообразом Галицкой ассамблеи послужило совместное заседание в мае 1989 года руководства Народных фронтов Эстонии, Латвии и литовского «Саюдиса», собравшегося для координации действий по достижению прибалтийскими республиками независимости от СССР. В декабре 1990 года на основе данного сотрудничества был создан орган межпарламентского взаимодействия — Балтийская ассамблея.
В ходе встречи членов бюро обкома КПУ и президиума исполкома облсовета с группой народных депутатов СССР и УССР, состоявшейся 28 марта 1990 года, председатель Львовского областного совета Вячеслав Черновол заявил о консолидации власти Ивано-Франковской, Львовской и Тернопольской областей. Причиной объединения стало противостояние давлению властей Москвы и Киева.
21 июля 1990 года, после принятия Декларации о государственном суверенитете Украины, представители национально-демократических сил трёх западноукраинских областей создали Межобластной координационный комитет.
На конференции «Украино-российские отношения в суверенной Украине», прошедшей во Львове 4 января 1991 года, Черновол анонсировал создание Галицкой ассамблеи, состоящей из трёх заподноукраинских областей, осудив при этом идею раздела Украины. Черновол поддерживал идею федерализации Украины с большой экономической самостоятельностью регионов, но с централизованной государственной идеологией в образовательно-культурной сфере.
7 февраля 1991 года официальный печатный орган Ивано-Франковского областного совета газета «Галичина» опубликовала анонс грядущего пленарного заседания Ивано-Франковской, Львовской и Тернопольской областных советов, которое было запланировано на 16 февраля в здании Львовского оперного театра. На повестку дня были вынесены вопросы общей концепции экономического сотрудничества регионов, обсуждение политической ситуации в регионе и предстоящий всесоюзный референдум о сохранении СССР. Председатель Ивано-Франковского областного Совета народных депутатов Николай Яковина объяснял необходимость проведения такого собрания социально-экономическим кризисом, сложившимся в СССР.
Руководство КПУ расценило созыв ассамблеи как попытку реализации идей Черновола по федерализации Украины или началом сецессии трёх западноукраинских областей из УССР.
По поручению заведующего идеологическим отделом Центрального комитета (ЦК) КПУ для наблюдения за работой Галицкой ассамблеи во Львов был направлен член политбюро КПУ и первый заместитель главы Верховного Совета Украинской ССР Иван Плющ. Позже Плющ на заседании президиума Верховного Совета УССР заявлял, что собрание Галицкой ассамблеи легально, поскольку подобные мероприятия предусмотрены законом о создании объединений.

### Первая Галицкая ассамблея

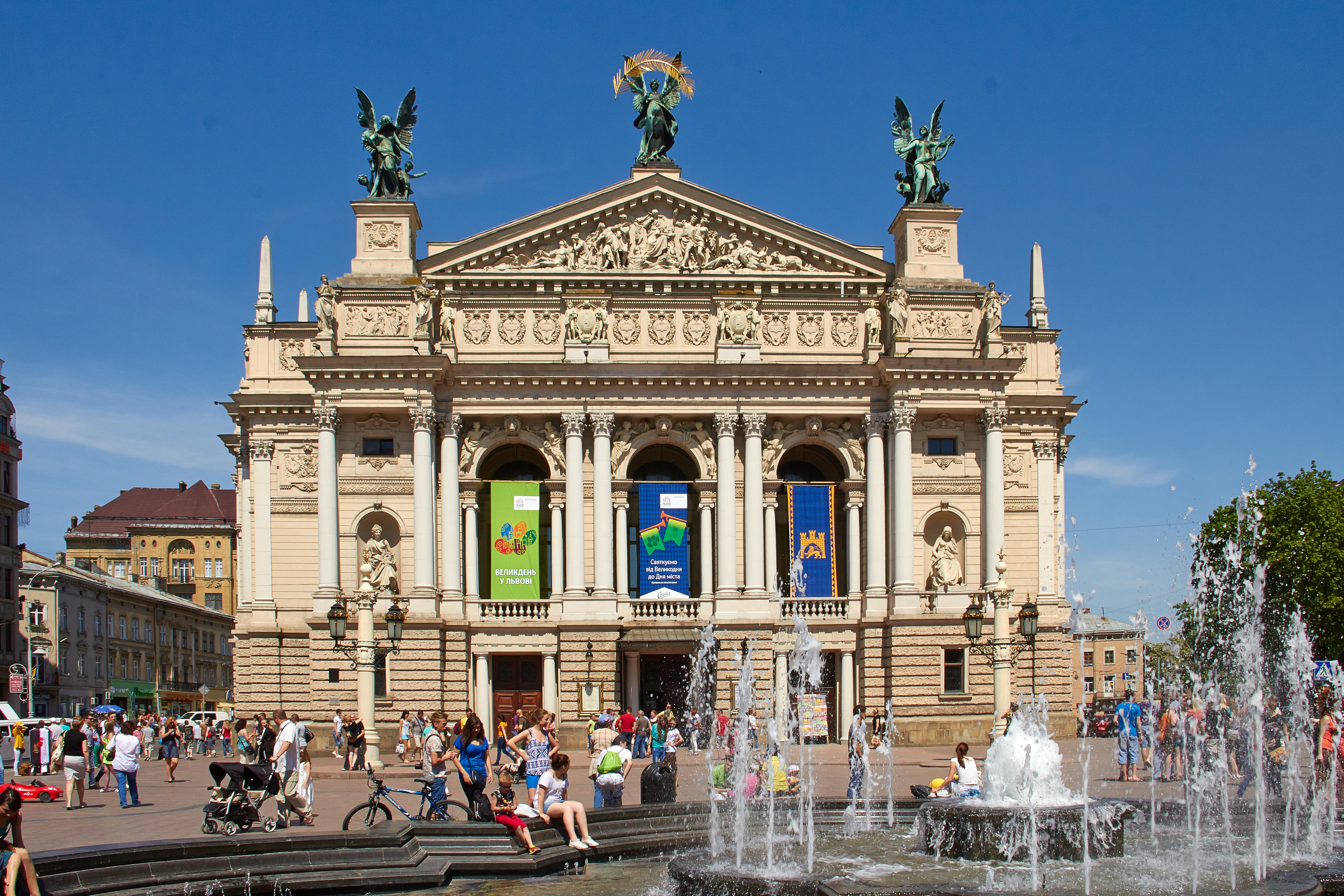
Первая Галицкая ассамблея состоялась в здании Львовского оперного театра

На открытии и закрытии первой сессии Галицкой ассамблеи звучала «Ще не вмерла України», а на трибуне был вывешен сине-жёлтый флаг. Мероприятие транслировалось в прямом эфире.
В работе сессии, кроме депутатов облсоветов Ивано-Франковской, Львовской и Тернопольской областей, приняли участие руководители областных, районных и городских комитетов компартии, приглашённые депутаты из Винницкой, Волынской, Закарпатской, Ровенской и Черновицкой областей, представители национально-патриотической общественности. Всего в работе «Галицкой ассамблеи» участвовала порядка 1200 человек.
По итогам работы сессии было подписано Соглашение об основных принципах сотрудничества трёх галицких областей. В соглашении декларировалась поддержка регулярных контактов, приоритетность экономических связей, сотрудничество в экономической, экологической, политической, культурной и научной сферах. Кроме того, был создан совместный координационный совет, куда вошли 12 человек (руководители и заместители областных советов и облисполкомов, а также начальники планово-экономических управлений).
Делегатами «Галицкой ассамблеи» было принято постановление «О единстве украинских земель», где указывалось, что правовой основой включения Западной Украины в состав Украины является Акт объединения УНР и ЗУНР 1919 года, а не Народное Собрание Западной Украины 1939 года. Постановление также осудило любые попытки нарушения территориальной целостности Украины.
Одновременно с всесоюзным референдумом о сохранении СССР на Галичине было решено провести опрос: «Хотите ли Вы, чтобы Украина стала независимым государством, которая самостоятельно решает все вопросы внутренней и внешней политики, обеспечивает равные права гражданам, независимо от национальной и религиозной принадлежности?». Представитель «Руха» от Ровенской области Василий Червоний заявил, что отдельно вынесенный вопрос не найдёт поддержки на Большой Украине.
Первый секретарь Ивано-Франковского областного комитета КПУ Зиновий Куравский поддержал постановление ассамблеи «О единстве украинских земель», однако выступил против игнорирования «воссоединительных процессов 1939 года», предложив включить решение Народного Собрания Западной Украины 1939 года в текст постановления. Другие представители компартии, в ответ на негативную критику событий 1939 года, призвали ЦК КПУ и историков написать правдивую историю Украины.
Реакцией руководства УССР на создание «Галицкой ассамблеи» стало проведение 19 февраля 1991 года в Ивано-Франковске совещания представителей западноукраинских областных комитетов КПУ. На мероприятии был создан координационный совет, куда вошли секретари семи западноукраинских обкомов КПУ. Совету поручалось осуществлять мероприятия по противостоянию наступлению националистических антикоммунистических сил. Кроме коммунистической партии действия Галицкой ассамблеи критиковал лидер Украинской межпартийной ассамблеи Юрий Шухевич. По мнению Шухевича, Украина находилась под советской оккупацией и поэтому на её территории нельзя было проводить любые референдумы, а дополнительные вопросы на референдуме будут способствовать сохранению Советского Союза.
После захвата партией «Рух» помещения городского общественно-политического центра во Львове 21 февраля 1991 года Львовский обком КПУ направил в Верховный Совет УССР обращение с осуждением деятельности демократов в регионе, отметив «различие в декларациях Галицкой ассамблеи и практической деятельности Львовского облсовета».
Перед референдумом за сохранение СССР ситуацию на Галичине 14 марта 1991 года на украинском телевидении осудил первый секретарь ЦК КПУ Станислав Гуренко. По мнению Гуренко, создание Галицкой ассамблеи несло угрозу Галичине «отрыва Украины от Союза, и её федерализации, преобразование в лоскутную республику, в разных уголках которой правили бы новоявленные гетьмана».
На референдуме 17 марта 1991 года жители трёх галицких областей проголосовали против сохранение СССР, поддержав создание независимой Украины. На основании волеизъявления координационный совет Галицкой ассамблеи обратился к Верховному Совету УССР с заявлением о недопустимости подписания союзного договора. По мнению координационного совета, результаты голосования трёх областей свидетельствовали о том, что «за независимость проголосовало бы большинство населения Украины, если бы ему задали аналогичный чёткий вопрос и обеспечили свободную агитацию».
В начале апреля 1994 года координационный совет трёх областей согласовал создание рабочих органов — Фонда совета и Комиссии по развитию региональных связей. Межрегиональное сотрудничество было поручено укреплять 7 работникам. Для создания общего фонда каждая область выделила по 100 тысяч рублей. В принятом плане неотложных мер предполагалось создать в течение года совместное производство спичек, бутылок, полиэтиленовых труб, доильных аппаратов, медицинской техники, лекарств, детского питания и построить предприятие по переработке рапса и развивать авиастроение. Инициатором создания научно-методической базы экономического объединения Галичины стал доктор экономических наук, руководитель Львовского отделения Института экономики АН УССР Марьян Долишний.
22 июня 1991 года координационный совет выступил с заявлением против подписание нового союзного договора. В конце июля 1991 года на заседании координационного совета был одобрен устав его исполнительного органа — Галицкого интеграционного комитета, печатный орган которого должен был разместится в Тернополе. Совет выразил поддержку постановлению Львовского облсовета о проведении референдума о целесообразности прямых выборов руководителей области, городов, районов, посёлков и сёл. Также совет рекомендовал совместной сессии Галицкой ассамблеи поддержать кандидатуру Вячеслава Черновола на украинских президентских выборах в декабре 1991 года.

### Вторая Галицкая ассамблея
Вторая сессия Галицкой ассамблеи состоялась 5 сентября 1991 года в тернопольском доме культуры «Березиль». Первоначально планировалось провести обсуждение результатов референдума на Галичине, отношение к союзному договору, выборы Президента Украины, реорганизацию государственной власти и местного самоуправления, а также реализацию правительственной программы чрезвычайных мер по стабилизации экономики. Тем не менее, 27 августа, после августовского путча и провозглашения независимости Украины было принято решение изменить повестку.
С докладами на второй Галицкой ассамблеи выступили: Вячеслав Черновол («О политической ситуации в Украине»), Николай Яковина («О реорганизации системы государственной власти и местного самоуправления в регионе»), Василий Олейник («О реализации в регионе правительственной программы чрезвычайных мер по стабилизации экономики»).
По итогам сессии делегаты ассамблеи приняли постановления «О политической ситуации в Украине», «О политической и историческую оценку национально-освободительной борьбы ОУН-УПА», «О газете „Западная Украина“», «Об изменении системы местных органов государственной власти и самоуправления», «О реализации в регионе правительственной Программы чрезвычайных мер по стабилизации экономики». Ассамблея учредила Галицкий экономический комитет (в других источниках — центр), который возглавил Виктор Пинзеник, и Галицкую Ассамблею по вопросам разработки новых законопроектов об организации государственной власти и местного самоуправления. В состав последней вошли Михаил Костицкий, Владимир Кампо, М.Мелешко, Игорь Колиушко, А. Павленко, Пётр Стецюк (от Львовской области) и М.Мацкевич и Николай Яковина (от Ивано-Франковской области). Новая рабочая группа в итоге направила в парламент Украины законопроекты: «О местном самоуправлении», «О местной государственной администрации» и «О правовом статусе области», однако они приняты не были. Присутствующие делегаты также поддержали выдвижение Вячеслава Черновола кандидатом на предстоящих президентских выборах.
После этого деятельность ассамблеи фактически прекратилась. Председатель Львовского облисполкома Степан Давымука считал, что причиной сворачивания деятельности ассамблеи были обвинения Черновола и ассамблеи в сепаратизме. По мнению председателя Ивано-Франковского облсовета Николая Яковины, Галицкая ассамблея прекратила деятельность из-за усиления централизации и смены руководителей областных советов.

## Попытки возобновления
В октябре 2011 года председатель фракции «Батькивщина» в Ивано-Франковском облсовете Юрий Романюк заявил об инициировании сессии Галицкой Ассамблеи для обсуждения приговора Юлии Тимошенко.
В августе 2014 года Министерство юстиции Украины зарегистрировало Украинскую Галицкую партию. В сентябре 2014 года журналист и сторонник идеи галицкой автономии Владимир Павлив учредил общественную организацию «Европейская галицкая ассамблея», которая по его словам является продолжателем идей Галицкой ассамблеи 1991 года.

## Оценки
Идею Галицкой ассамблеи, в июне 1991 года, критиковал историк Ярослав Дашкевич: «детско-наивное увлечение Галицкой ассамблеей многим не дает возможности понять, что такой галицкий сепаратизм — вода на мельницу сепаратистам, шовинистам, которые стремятся расчленить соборную Украину. Чтобы не быть голословным, укажу на отсутствие реального сопротивления Галицкой ассамблеи в партократической Киеве и Москве…На какое-то фантастическое ослепления похоже утверждение львовской очень патриотической прессы, во Львове, мол, строят „суверенную Украину в отдельно взятой области“».
Лидер КПУ Пётр Симоненко заявлял, что «бациллу сепаратизма изобрели на Западной Украине, где ещё в 1991 году была созвана так называемая „Галицкая ассамблея“». В связи с чем один из инициаторов Галицкой ассамблеи Николай Яковина обещал подать на Симоненко в суд.
Политолог Алексей Гарань, анализируя причины создания Галицкой ассамблеи, говорил о том, что она создана не по географическому принципу, а по принципу доминирования демократов. «Наверное, именно этим и обуславливалась появление Галицкой ассамблеи, и не думаю, что это можно трактовать как какие-то признаки сепаратизма».